# コルネリウス・グルリット (美術収集家)
ロルフ・ニコラウス・コルネリウス・グルリット（ドイツ語: Rolf Nikolaus Cornelius Gurlitt、1932年12月28日 - 2014年5月6日）は、ドイツの美術品収集家である。

## 生涯
ハンブルクでユダヤ系ドイツ人の芸術家一族に生まれた。
父のヒルデブラント・グルリットは美術商で、1930年代から1940年代に、アドルフ・ヒトラー政権が退廃的であるとみなして、ユダヤ人から奪ったりだまし取ったりした作品や、ドイツの美術館から押収した前衛芸術作品を売りさばいていた人物である。
これら略奪作品を含み数百億円と見積もられる大量の絵画を父ヒルデブラントから受け継ぎ、ミュンヘンの自宅アパートに所蔵していた。2012年2月、小規模の脱税捜査を受け、長年所在不明となっていたパブロ・ピカソ、アンリ・マティス、マルク・シャガール作を含む1280点の芸術作品が、その過程で偶然発見され押収された。2014年4月、全所蔵作品について美術専門家らによる国際調査団が1年間来歴を調査することで、ドイツ政府との間で合意した。死亡時に遺言で、上記の全所蔵作品をスイスのベルン美術館に寄贈した。